# Let Love Be Your Energy
Let Love Be Your Energy è una canzone di Robbie Williams pubblicata nel 2001 come quarto singolo estratto dal terzo album Sing When You're Winning. La parte vocale ricorda molto Planet Telex dei Radiohead.

## Tracce
UK CD
1. "Let Love Be Your Energy" [Radio Mix] - 4:17
2. "My Way" [Live] - 4:36
3. "Rolling Stone" - 3:30
4. "My Way" [Enhaced CD - Live Film From Manchester]

Australian CD
1. "Let Love Be Your Energy" [Radio Mix] - 4:17
2. "Eternity" - 5:00
3. "Toxic" - 3:51
4. "Rolling Stone" - 3:30

## Classifiche
| Classifica (2001) | Posizione massima |
| ----------------- | ----------------- |
| Austria           | 54                |
| Germania          | 68                |
| Irlanda           | 26                |
| Italia            | 29                |
| Nuova Zelanda     | 11                |
| Paesi Bassi       | 55                |
| Regno Unito       | 10                |
| Svizzera          | 56                |